# Sidney Hoffmann
Sidney Hoffmann (* 2. September 1979 in Dortmund) ist ein deutscher Moderator und Unternehmer. Er wurde durch die 2009 bis 2019 auf Sport1 ausgestrahlte Doku-Soap Die PS-Profis – Mehr Power aus dem Pott bekannt. Später war er in der TV-Sendung 2 Profis für 4 Räder auf VOX zu sehen sowie in Sidneys Welt auf DMAX. Aktuell hat er einen Podcast "Sidney und Ferry", der jeden Freitag erscheint.

## Leben

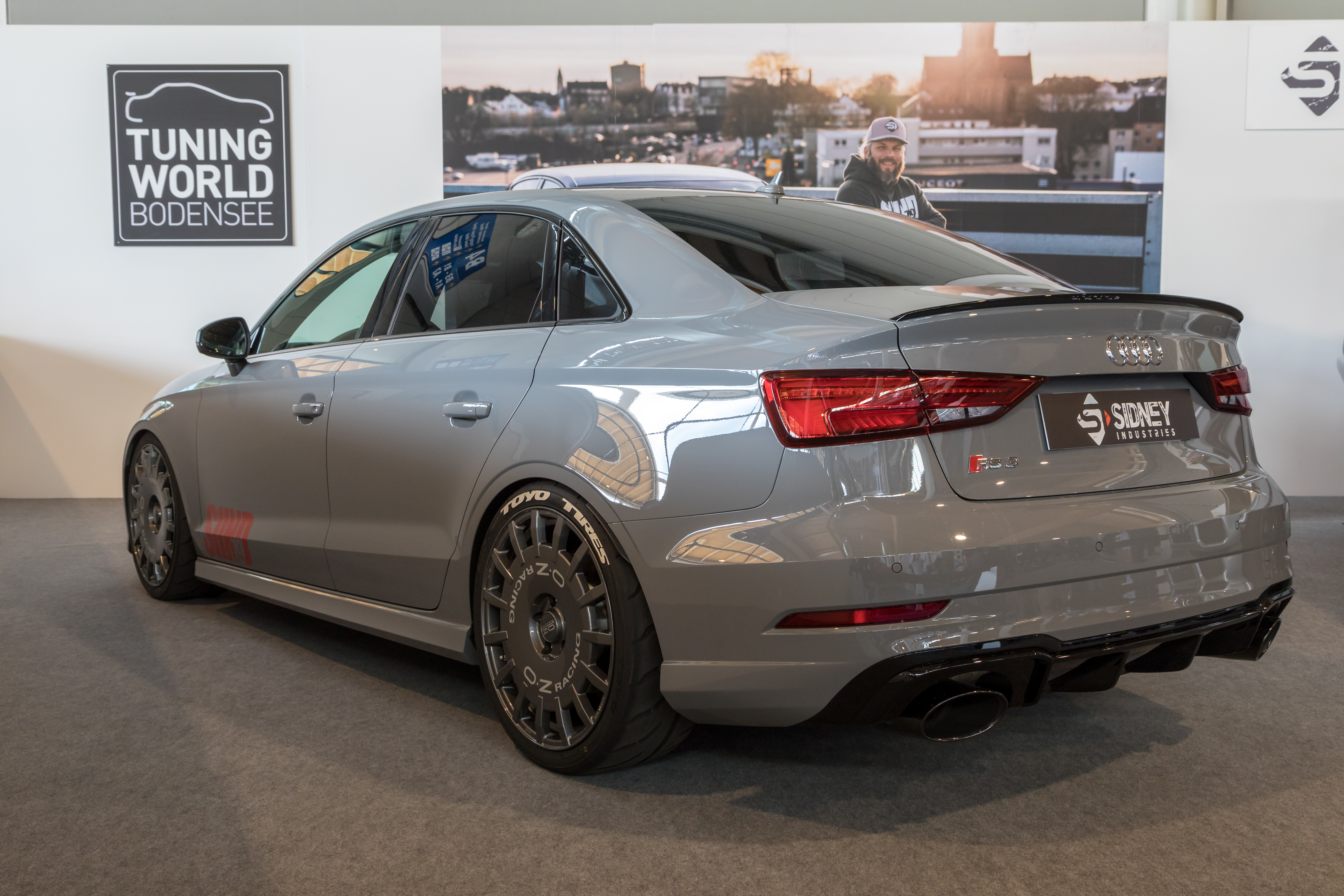
Von Sidney Industries modifizierter Audi RS3

Hoffmann sammelte im Alter von 16 Jahren an seiner Suzuki RG 80 Gamma erstmals Erfahrungen mit Tuning. Nach eigenen Angaben studierte er Maschinenbau, ohne das Studium abzuschließen. Das Studium finanzierte er durch das Reparieren von Unfallfahrzeugen.
2007 gründete er gemeinsam mit Jean Pierre Kraemer die Five Star Performance GmbH in Dortmund. Über einen Pilotfilm von Focus TV bekamen sie 2009 vom DSF (seit 2010 Sport1) die eigene Doku-Soap Die PS-Profis – Mehr Power aus dem Pott. Als Drehorte dienten Geschäfts- und Werkstatträume ihrer gemeinsam geführten Werkstatt. Neben Die PS-Profis moderierte er auch mit Kraemer und zusätzlich Tim Schrick Turbo – Das Automagazin. Von Mai und September 2012 pausierte Hoffmann bei Die PS-Profis, während dieser Zeit eröffnete er eine eigene Werkstatt. Hoffmann ist Geschäftsführer der 2012 gegründeten Autotuning-Werkstatt Sidney Industries in Dortmund. Seit September 2012 moderiert Hoffmann auf RTL II Mein neuer Alter.
Seit Oktober 2014 moderieren Hoffmann und Kraemer zusätzlich auf VOX die Doku-Soap 2 Profis für 4 Räder. In diesem Format soll das Moderatoren-Duo einen möglichst passenden Gebrauchtwagen für einen Kunden finden. Der zukünftige Käufer beschreibt vorab seine Vorstellungen und die Eckdaten des gewünschten Autos. Hoffmann und Kraemer werden bei der Suche nach einem passenden Fahrzeug von der Kamera begleitet.
Gemeinsam mit Kraemer nahm Hoffmann an der Wok-WM 2015 teil.
Am 16. Dezember 2012 eröffnete Hoffmann den YouTube-Kanal Sidney Industries. Der Kanal hatte im Februar 2018 etwa 200.000 Abonnenten und ca. 35.000.000 Videoaufrufe. Hoffmann behandelt thematisch sowohl den Automobilsektor als auch die Modifikation von Kraftfahrzeugen auf diesem Kanal.
Am 2. Januar 2018 verließ Sidney Hoffmann mit seiner Firma die Hannöversche Straße in Dortmund. Ebenfalls zogen seine anderen Firmen aus, unter anderem sein Fanshop und seine Marketingabteilung. Die Firma wurde zunächst ohne neuen Firmensitz verlassen; es stand noch nicht fest, ob es mit oder ohne Werkstatt weitergehen sollte. Laut seiner damaligen Aussage benötigt er eine Findungspause und wollte in Ruhe überlegen, wie es weitergehen soll. Seit dem 18. Januar 2018 gibt es laut Handelsregister einen neuen Geschäftsführer für das Unternehmen. Am 9. Mai 2018 verkündete Hoffmann, dass das Unternehmen und sämtlich andere Unternehmen, an denen er beteiligt ist, ein neues Gebäude in der Brandschachtstraße 14 in Dortmund bezogen haben.
Sidney Hoffmann lebte von 2013 bis 2018 in einer Beziehung mit Leonie Theresa Hagmeyer-Reyinger (* 1991), besser bekannt als Leo Theresa – Miss Tuning 2013. Die beiden moderierten auch schon einige Male zusammen Die PS-Profis. Seit Sommer 2022 ist Hoffmann mit Lea Rosenboom (* 1990) verheiratet, mit der er seit Anfang 2019 liiert ist. Das Paar hat zwei Söhne (* 2020 und 2022). Rosenboom moderiert regelmäßig in Hannover bei dem Privatsender Antenne Niedersachsen das Samstagvormittagprogramm und das Regionalmagazin Sat.1 NRW in Dortmund.

## Fernsehauftritte
Derzeitige Fernsehauftritte
- seit 2020: Sidneys Welt
- seit 2021: Tuning Trophy Germany

Ehemalige Fernsehauftritte
- 2009–2019: Die PS-Profis mit kurzer Unterbrechung
- 2010–2012: Turbo – Das Automagazin
- 2012: Mein neues Auto
- 2014: 2 Profis für 4 Räder
- 2015: Wok-WM 2015
- 2015: TV total Stock Car Crash Challenge
- 2016–2017: Mein neuer Alter

## Werke
- Normal ist das nicht: Ein PS Profi auf Achse. Eden Books, Berlin, 2018, ISBN 978-3959101585